# アレクセイ・アントーノフ
アレクセイ・インノケンチエヴィチ・アントーノフ（ロシア語: Алексе́й Инноке́нтьевич Анто́нов, ラテン文字転写: Aleksei Innokent'evich Antonov、1896年9月15日 - 1962年6月18日）は、ロシア帝国、ソビエト連邦の陸軍軍人。最終階級は上級大将。赤軍参謀総長。タタール人。

## 経歴

### 出自
グロドノ県グロドノ市（現ベラルーシ共和国フロドナ）出身。帝国軍の砲兵士官の息子であるアントーノフは、1916年9月、軍に召集され、第1パヴロフスク軍事学校に送られた。1917年2月、准尉となりエゲルスク連隊に配属。同年6月、ケレンスキー攻勢内のスタニスラフ(現イヴァーノ＝フランキーウシク)の戦いで負傷し、サンクトペテルブルク(当時ペトログラード)に後送。治療後、1917年8月、エゲルスク連隊長副官となり、1918年5月、予備役編入。1918年5月～1919年4月、ペトログラードの食料委員会で働きながら、ペトログラード林業大学で学んだ。

### 両大戦間
1919年4月、赤軍に召集され、ロシア内戦に従軍。同年4月～6月、南部戦線第1モスクワ労働者師団参謀長補。1919年6月～1928年8月、第15インゼンスク狙撃師団第45旅団参謀長、同師団作戦班長となり、ウランゲリ指揮下のロシア南部軍との戦闘に参加。
1928年8月～1931年3月、M.V.フルンゼ名称労農赤軍軍事アカデミー基本（指揮）学部の聴講生となり、フランス語通訳の特技を得た。1931年3月～1934年10月、第46狙撃師団参謀長。1932年11月～1933年5月、フルンゼ軍事アカデミー作戦学部の聴講生。1934年10月、ウラル軍管区モギリョフ・ヤンポリスク強化地区師団参謀長、1935年8月、ハリコフ軍管区参謀部作戦課長、1936年10月、労農赤軍参謀本部アカデミー聴講生、1937年6月、モスクワ軍管区参謀長。
1938年6月、フルンゼ軍事アカデミーの先任教官、後に共通戦術講座副長となった。1941年3月、キエフ特別軍管区参謀次長。

### 独ソ戦
1941年6月、アントーノフは、キエフ特別軍管区参謀長、南部戦線司令部の編成局長となり南部戦線の編成を準備し、同年8月、参謀長に就任した。そして翌1942年7月、北カフカーズ戦線参謀長、9月に黒海軍集団参謀長、11月にザカフカーズ戦線参謀長、12月に労農赤軍の参謀次長/作戦局長となった。彼の仕事は、他の将校と連携し、軍事状況をスターリンに知らせることであった。1943年5月、参謀第一次長となり、スターリンが発令する命令に副署するようになった。1945年2月から参謀総長となり、スタフカに入った。
1944年までにアントーノフは主席報道官となり、ヤルタとポツダムの両会談に出席した。ヤルタ会談において彼は、交通網に対する爆撃ラインを設定し、連合軍がソ連軍を支援する方法について西側同盟に知らせた。このことは、ドレスデン爆撃へと導かれることとなった。

### 戦後
1945年6月、司令官職を経ず、参謀職のみのソ連の将官クラスで唯一、勝利勲章を授与された。
戦後アントーノフは、参謀第一次長（1946年3月）、ザカフカーズ軍管区第一副司令官（1948年）、ザカフカーズ軍管区司令官（1950年12月）、参謀第一次長（1954年4月）を歴任し、1955年5月、ワルシャワ条約機構統合軍参謀総長を兼任し、全盛をきわめた。同職を1962年に死去するまで続けた。同年5月、ワルシャワ条約機構政治協議委員会書記長にも選出された。
1962年6月18日、モスクワで死去。享年65。クレムリンの壁墓所に埋葬された。
2003年、ロシア・ソ連邦英雄協会とソ連邦元帥・将官団は、アントーノフにロシア連邦英雄の称号を授与するように陳情したが、却下された。

## 人物
ロシア帝国から4等聖アンナ勲章、ソ連からレーニン勲章3個、「勝利」勲章、赤旗勲章4個、1等スヴォーロフ勲章2個、1等クトゥーゾフ勲章、1等祖国戦争勲章を受章。
フルンゼ軍事アカデミーと故郷のグロドノ市には、記念碑が立っている。グロドノ市にはアントーノフ通り、モスクワ市にはアントーノフ将軍通りが存在する。サンクトペテルブルク高等軍事測地指揮学校、グロドノ市の第11中学校には、彼の名前が冠された。
妻のオリガ・レペシンスカヤ（ru:Лепешинская, Ольга Васильевна）（1956年再婚）は、バレリーナで、ソ連人民芸術家。趣味は、観劇、読書、音楽鑑賞、チェス、写真、スキー、ボート、バレー、散歩、観光など。